# Danthonia chaseana
Danthonia chaseana är en gräsart som beskrevs av Hans Joachim Conert. Danthonia chaseana ingår i släktet knägrässläktet, och familjen gräs. Inga underarter finns listade i Catalogue of Life.